# Lingua dei segni della Svizzera italiana
Die Lingua dei segni della Svizzera italiana (LIS-SI), in der Deutschschweiz umgangssprachlich als Tessiner Gebärdensprache bezeichnet, ist ein Dialekt der italienischen Gebärdensprache und wird in der italienischen Schweiz verwendet. Die LIS-SI hat geschätzt 300 Sprecher. Sie kennt zwei Varietäten, eine aus Lugano und eine aus Bellinzona. Der Bellenzer Dialekt ist dabei von Immigranten aus Polen, Litauen und dem ehemaligen Jugoslawien beeinflusst.